# Grupo Aeroméxico
Grupo Aeroméxico S.A.B. de C.V. es un holding de aerolíneas mexicano con sede en la Ciudad de México. Fundado en 1988, es dueño y operador de Aeroméxico.

## Accionistas
- Grupo de inversores en porcentaje no revelado 62.72%
- 21.28% perteneciente a Belliut SA de CV (Monterrey)
- Banamex − 17.91%
- Delta Air Lines − 4.17%
- En stocks públicos − 15.2%

El grupo de inversores que compra GAM en 2007 incluye:
- Agustín Franco Macías (Grupo Infra).
- Antonio Cosío Pando (Grupo Pando).
- Eduardo Tricio Haro (Grupo Industrial Lala), como el único accionista individual con más de 3% de las acciones.
- Eugenio Garza Herrera (Consorcio industrial Xignux).
- Francisco Medina Chávez (Grupo FAME)
- Fernando Canales Clariond (Industrias Monterrey).
- Henry Bremont Pellat, (El Puerto de Liverpool).
- José Manuel Peña Guerrero, (MACC).
- José Luis Barraza González.
- Juan Francisco Beckman Vidal (Grupo Cuervo).
- Maximino Salazar Nava (Desarrollo Ganadero las Piedras).
- Ricardo Martín Bringas (Soriana).
- Familia Aramburuzabala (Grupo Modelo).
- Tomás Milmo Santos (Axtel).
- Valentín Díez Morodo (Grupo Modelo).
- Marcelo Canales Clariond (Industrias Monterrey)

## Filiales importantes
La siguiente es la estructura corporativa y la lista de filiales de Grupo Aeroméxico hacia finales del año 2012.
- Administradora Central de negocios (Posee 99.99%)
  - Integración y Supervisión de Recursos Corporativos
- Aeroeventos Mexicanos (Posee 05%)
- Aerovías de México (Posee 99.81%)
  - Administradora Especializada en Negocios
  - Aerolitoral SA de CV (Aeromexico Connect)(Posee 99.74%)
  - Aeromexpress (Posee 50%, el otro 50% es propiedad por Mexicana de Aviación)
  - Aerosys (Posee 50.01%, el otro 50% es propiedad por Mexicana de Aviación)
  - Aerovías Empresa de Cargo
  - CECAAM (Posee 99.99%)
  - Estrategias Especializadas de Negocios
  - Fundación Aeroméxico A.C. (Posee 99.74%)
  - Inmobiliaria Blvd Apto – Inmobiliaria Fza Aérea – Inmobiliaria P de la Reforma (Posee 99.74%)
  - Operadora de Franquicias
  - SISTEM (Posee 99.74%)
  - Compañías de Propósito Especial (Posee 99.74%)
  - SEAT - SICOPSA (Posee 50.01%, otro 50% poseído por Mexicana de Aviación)
- AM Cargo
- AM DL MRO Joint Venture AM-DL TechOps Querétaro (Posee 50%, el otro 50% es propiedad por Delta Air Lines)
- Concesionaria de vuelos (Posee 99.99%)
- Empresa de Mantenimiento Aéreo (Posee 99.99%)
- Premier Loyalty & Marketing (Posee 51%, el otro 49.5% es propiedad por Aimia)[3]
  - Lealtad Servicios Profesional
- Premiun Alliance Services
- Rempresac Comercial - Recursos Anare - Corporación Nadmin (Posee 99.81%)
- Serv. Corp. Aeroméxico (Posee 99.99%)
- Servicio Mexicano de Vuelos de Fletamento (Aeroméxico Travel) (Posee 99.99%)

## Funcionarios de primer nivel
Nombre - Cargo
- Javier Arrigunaga - Presidente del Consejo de Administración

- Andrés Conesa Labastida - Director general

- Ricardo Sánchez Baker - Vicepresidente Ejecutivo de Finanzas

- Nicolás Ferri - Vicepresidente ejecutivo comercial

- Angélica Garza Sánchez - Vicepresidente ejecutivo de Recursos Humanos
- Andrés Castañeda Ochoa - Vicepresidente ejecutivo de CX y Digital
- James Sarvis - Vicepresidente Ejecutivo de Operaciones

- Sergio Allard Barroso - Vicepresidente Ejecutivo Legal y Relaciones Institucionales